# Emily Párizsban
Az Emily Párizsban (Emily In Paris) egy amerikai romantikus komédiasorozat, amelyet Darren Star hozott létre és a Netflix mutatta be. A főszerepben Lily Collins látható, aki Emily Coopert, a feltörekvő marketingest alakítja. Emily a felettese helyett kell hogy elutazzon Párizsba, hogy egy ottani cégnél képviselje az amerikai nézőpontot. Eleinte nagyon nehezen illeszkedik be a kulturális és nyelvi különbségek miatt, és a szerelmi élete is hullámvölgyekkel tarkított, később azonban megtalálja a számítását.
A műsort az MTV Entertainment Studios készítette, eredetileg a Paramount Network számára, ahol 2018 szeptemberében kezdték volna vetíteni, de később átkerült a Netflixhez. A forgatást 2019 augusztusában kezdték el Párizsban és elővárosaiban. Az első évadot 2020 októberében mutatta be a Netflix – a közönség pozitívan fogadta. A siker miatt előbb a második évadot, majd a harmadik és a negyedik évadot is berendelték. Magyarországon eleinte felirattal került bemutatásra, a népszerűsége miatt később szinkront kapott.

## A sorozatról
Emily Cooper, a húszas évei végén járó amerikai lány egy nemzetközi reklámügynökségnél dolgozik Chicagóban, mint marketinges. Amikor a felettese váratlanul terhes lesz, és emiatt nem tud elutazni Párizsba, képviselni az „amerikai szemléletmódot”, Emilyre esik a választás, hogy menjen el helyette. Kezdetben nagyon nehezen boldogul, mert egyáltalán nem ismeri a nyelvet, idegen tőle a francia kultúra, és az itteniek is ellenségesek vele. Instagram-oldalt indít, amelynek segítségével dokumentálja az életét, és ezt használja fel arra is, hogy új ügyfeleket hajtson fel. A mindennapok során számtalan kalamajkába keveredik, és közben szerelmi élete is beindul.

## Szereplők

### Főszereplők
- Lily Collins mint Emily Cooper (magyar hangja Csifó Dorina): a sorozat főszereplője, akit azért küldtek Amerikából, hogy legyen a Savoir nevű cég közösségi média-jelenlétért felelős munkatársa.
- Philippine Leroy-Beaulieu mint Sylvie (magyar hangja Tóth Enikő): Emily hűvös modorú és keménykezű főnöke a Savoir-nál.
- Ashley Park mint Mindy Chen (magyar hangja Gáspár Kata): Emily első barátnője Párizsban. Félig kínai, félig koreai származású, apja egy dúsgazdag üzletember, de vele a viszonya rossz. Tehetséges énekes.
- Lucas Bravo mint Gabriel (magyar hangja Lengyel Tamás): Emily alsó szomszédja, egy jól menő étterem séfje, akivel Emily romantikus kapcsolatba is kerül.
- Samuel Arnold mint Julien (magyar hangja Márkus Sándor): Emily munkatársa, trendi és kedveli a felhajtást. Luc-kel alkotnak egy humoros duót.
- Bruno Gouery mint Luc (magyar hangja Bolba Tamás): Emily másik munkatársa, aki jellemzően Juliennel együtt mozog.
- Camille Razat mint Camille (magyar hangja Mikecz Estilla): Emily barátnője, aki Gabriellel jár.
- William Abadie mint Antoine Lambert (magyar hangja Simon Kornél): Emily ügyfele, a Maison Lavaux parfümcég tulajdonosa, aki Sylvie szeretője is egyben.
- Lucien Laviscount mint Alfie (magyar hangja Fehér Tibor): egy angol bankár, aki Emilyvel jár együtt franciaórára; később összejönnek.

### Visszatérő szereplők
- Kate Walsh mint Madeline (magyar hangja Peller Anna): Emily főnöke Chicagóban, aki nem tudja elvállalni a párizsi munkát, terhessége miatt.
- Jean-Christophe Bouvet mint Pierre Cadault (magyar hangja Forgács Gábor): híres francia divattervező
- Charles Martins mint Mathieu Cadault: üzletember, Pierre unokaöccse, az első évadban ő és Emily randevúznak.
- Jeremy O. Harris mint Grégory Elliot Duprée: Pierre Cadault riválisa.
- Céline Menville mint Jacqueline (magyar hangja Ősi Ildikó): Emily franciatanára
- Kevin Dias mint Benoît (magyar hangja Előd Álmos): Mindy szerelme, a zenekarának tagja.
- Dzsin Hszuan Mao mint Étienne: Mindy zenekarának egyik tagja.
- Melia Kreiling mint Sofia Sideris (magyar hangja Martinovics Dorina): görög művész, aki először csak együtt dolgozik Camille-lal, majd viszonyt kezd vele.
- Paul Forman mint Nicolas de Léon (magyar hangja Rada Bálint): üzletember, Mindy udvarlója

### Vendégszereplők
- Charley Fouquet mint Catherine Lambert (magyar hangja Spilák Klára): Antoine felesége
- Camille Japy mint Louise (magyar hangja Kovács Nóra), Camille anyja
- Christophe Guybet mint Gerard (magyar hangja Háda János): Camille apja
- Victor Meutelet mint Timothée, Camille öccse
- Hanaé Cloarec-Bailly és Tytouan Cloarec-Bailly mint Sybil és Laurent Dupont: a két gyerek, akikre Mindy vigyáz
- Arnaud Viard mint Paul Brossard: a Savoir tulajdonosa
- Roe Hartrampf mint Doug: Emily korábbi fiúja Chicagóban
- Claude Perron mint Patricia, a Savoir egyik dolgozója
- Eion Bailey mint Randy Zimmer: hoteltulajdonos
- Aleksandra Yermak mint Klara: a Hästens, a svéd luxus-ágygyártó képviselője
- Julien Floreancig mint Thomas: sznob francia filozófiaprofesszor
- Carlson Young mint Brooklyn Clark: híres fiatal amerikai színésznő
- Elizabeth Tan mint Li: Mindy barátnője
- David Prat mint Théo: Camille bátyja
- Faith Prince mint Judith Robertson: a Louvre Amerikai Barátainak tagja
- Isaiah Hodges és Christophe Tek mint a Grey Space: egy avantgárd dizájnerduó
- Arnaud Binard mint Laurent G. (magyar hangja Kárpáti Levente): Sylvie férje
- Daria Panchenko mint Petra: nő Emily francia csoportjából
- Søren Bregendal mint Erik de Groot (magyar hangja Szatory Dávid): fotós, Sylvie szeretője
- Ellen Von Unwerth önmagaként, akit Pierre Cadault fotózásához igazoltak le
- Julien Looman mint Gerhard, Ellen ügynöke
- Alice Révérend mint Natalie: a Chez Lavaux pultosa
- Luca Ivoula mint Raphael (magyar hangja Jászberényi Gábor): új séf Gabriel éttermében

## Epizódok
| Évad | Évad | Epizódok             | Évadpremier         | Eredeti adó |
| ---- | ---- | -------------------- | ------------------- | ----------- |
|      | 1.   | 10                   | 2020. október 2.    |             |
|      | 2.   | 10                   | 2021. december 22.  |             |
|      | 3.   | 10                   | 2022. december 21.  |             |
|      | 4.   | 5                    | 2024. augusztus 15. |             |
| 5    | 4.   | 2024. szeptember 12. |                     |             |

### 1. évad (2020)
| Sor. | Év. | Cím                                                      | Rendező        | Író                        | Premier          |
| --- | --- | -------------------------------------------------------- | -------------- | -------------------------- | ---------------- |
| 1. | 1.  | Emily Párizsban (Emily in Paris)                         | Andrew Fleming | Darren Star                | 2020. október 2. |
| Emily Cooper főnöke, Madeline, épp arra készül. hogy Chicagóból Párizsba utazzon marketingcégétől a francia divatcéghez, a Savoirhoz - ám felfedezi, hogy terhes. A Gilbert Group így Emilynek adja át a lehetőséget, még úgy is, hogy a pasiját is hátra kell hagynia, és egyetlen szót sem beszél franciául. Egy csodás kilátással bíró, de lift nélküli házban kap lakást. Instagram-fiókját átnevezi a @emilypárizsban névre, és elkezdi dokumentálni mindazt, ami történik vele. Első napján leendő kollégái nem fogadják kitörő örömmel, ráadásul a franciák is nagyon hűvösek és távolságtartóak. Véletlenül rossz lakásba megy be hazafelé menet, és ekkor találkozik szomszédjával, a jóképű séffel, Gabriellel. Elveszettsége akkor oldódik, amikor megismerkedik Mindy Chennel, és gyorsan barátok lesznek. Miután Emily és a barátja cyberszexelni akarnak a neten keresztül, Emily a vibrátorával véletlenül áramkimaradást okoz. |     |                                                          |                |                            |                  |
| 2. | 2.  | Hímnemű, nőnemű (Masculin Féminin)                       | Andrew Fleming | Darren Star                | 2020. október 2. |
| Mivel nehezen illeszkedik be a céges életbe, Emily megkéri a főnökét, Sylvie-t, hogy hívja meg egy munkahelyi buliba ismerkedni. Csakhamar feldühíti Sylvie-t, amikor Antoine Lamberttel,a cég egyik ügyfelével kezd el beszélgetni, aki történetesen Sylvie szeretője is. Büntetésül egy menopauzás nőknek tervezett síkosító marketingje mellé osztják be. Emily felháborodik azon, hogy bizonyos szavaknak neme van a francia nyelvben, és erről ír egy posztot, ami hamar híres lesz, még a francia first lady is felfigyel rá. Időközben azonban a nagy távolság miatt szakít vele a fiúja is. |     |                                                          |                |                            |                  |
| 3. | 3.  | Szexi vagy szexista (Sexy or Sexist)                     | Andrew Fleming | Darren Star                | 2020. október 2. |
| Emilyt meghívják a De l'Heure reklámfilm-forgatására, hogy az Instagram-oldalára tudjon készíteni a színfalak mögött készült videókat. Megdöbbenve látja, hogy egy női modellnek az a feladata, hogy meztelenül sétáljon át a Pont Alexandre-III hídon, miközben öltönyös férfiak sürögnek körülötte. Közli Antoine-nal, hogy szerinte ez szexista, szerinte viszont éppen hogy szexi, Emily pedig egy online marketingkampányt javasol, hogy kiderüljön, mit gondolnak a vásárlók. Mikor a kampány hatalmas siker lesz, Antoine hálája jeléül La Perla fehérneműt küld Emilynek. Mindy egy vacsorát szervez, hogy segítse Emily beilleszkedését, de minden rosszul alakul. Találkozik egy francia férfival, akivel eleinte jól alakulnak a dolgai, aztán megsérti őt, és ezért Gabriel éttermében köt ki. |     |                                                          |                |                            |                  |
| 4. | 4.  | Csak egy csók (A Kiss Is Just A Kiss)                    | Zoe Cassavetes | Kayla Alpert               | 2020. október 2. |
| Miközben kommunikáciuós nehézségei támadnak egy virágboltban, Camille segíti ki Emilyt, aki galériatulajdonos és jó kapcsolati hálója van. Amikor felfedezi, hogy Sylvie és Antoine veszekednek munka közben, próbál köztük egyensúlyt teremteni, és azt hazudja, hogy Sylvie ötletére Antoine parfümjeit inkább a luxushotelekkel kellene hirdetni. Leszervez egy exkluzív vacsorát a csapatnak egy luxusétteremben, azonban a kommunikációs problémái miatt a foglalása érvénytelen, ezért megkéri Gabrielt, hogy hadd rendezhessék náluk. Hálája jeléül az este végén Emily megcsókolja Gabrielt, ő pedig visszacsókolja. Csakhamar felbukkan Camille is újra, akiről kiderül, hogy Gabriel a fiúja. |     |                                                          |                |                            |                  |
| 5. | 5.  | Hamis barátok (Faux Amis)                                | Zoe Cassavetes | Ali Waller & Joe Murphy    | 2020. október 2. |
| Miután már több mint húszezer követője van, Emilyt meghívják a Durée Cosmetics influencereknek rendezett ebédjére. A cég vezetőjének, Olivia Thompsonnak felkeltik a figyelmét a posztjai, ugyanakkor nem tudja meggyőzni őt, hogy legyen a Savoir a felelős a marketingjükért, mégpedig Sylvie miatt. Camille elhívja Emilyt, hogy Gabriellel közösen hármasban töltsenek el egy estét. Négyszemközt arra kéri Gabrielt, hogy felejtse el azt az előző esti csókot, de később Gabriel azt mondja, hogy nem tudja, mert érzi kettejük közt a kémiát. Sylvie, aki meglátja Emily oldalán a Durée posztokat, kiakad, és első dühében az oldal törlését követeli. Később aztán, amikor azt látja, hogy az egyik kliensüknek nagyon bejött, kénytelen-kelletlen beleegyezik, hogy maradjon az oldal. |     |                                                          |                |                            |                  |
| 6. | 6.  | Trampli (Ringarde)                                       | Andrew Fleming | Matt Whitaker              | 2020. október 2. |
| Emily, Sylvie és Julien elmennek megnézni a híres divattervező, Pierre Cadault divatbemutatóját. Pierre elszörnyed, amikor meglátja Emily kézitáskáját, és franciául tramplinak nevezi őt, dehonesztálva mindenki előtt. A Café de Flore-ban Emily egy Thomas nevű filozófiaprofesszorral randizik, akivel később le is fekszik. Később ők ketten találkoznak Camille-lal és Gabriellel, akik egy tapas-étterembe invitálják őket. Thomas és Gabriel nem jönnek ki jól egymással, másnap Gabriel meg is mondja Emilynek, hogy szerinte Thomas egy sznob és nem hozzá való. Emily megtudja, hogy Pierre tervezte a Hattyúk tava jelmezeit, ezért úgy dönt, hogy Thomassal elmegy megnézni. Thomas azonban megjegyzést tesz a balettre, amivel vérig sérti őt, ezért otthagyja. Aznap egyedül megy el az előadásra, ahol találkozik Pierre-rel is, és sikeresen győzi meg, hogy maradjon a Savoir kliense. |     |                                                          |                |                            |                  |
| 7. | 7.  | Francia befejezés (French Ending)                        | Andrew Fleming | Emily Goldwyn & Sarah Choi | 2020. október 2. |
| Emily feladatul kapja, hogy vigyázzon a híres színésznőre, Brooklyn Clarkra, aki azért érkezett Párizsba, hogy a Fourtiernak, a Savoir egy kliensének népszerűsítse az óráját. A franciák nem szeretik a filmjeit, mert ők a realisztikus, "francia befejezéseket" szeretik a romantikus filmekben. Brooklyn elég kiállhatatlan jellem, az egészhez semmi kedve, Emily ezért próbál neki szerezni egy ruhát Pierre-től. Este együtt vacsorázik Camille-ékkal, és kiderül, hogy közte és Gabriel között nagy a feszültség, mert a férfi szeretné megvenni az éttermet a főnökétől, csakhogy erre nincs pénze, Camille pedig folyamatosan a szülei pénzét ajánlgatja neki erre. Emily találkozik Pierre unokaöccsével, Mathieu-vel, aki a cég ügyeit intézi. A férfi kételkedik abban, hogy a bácsikájának jót tenne a szerződés a Savoir-ral, Emily viszont megígéri, hogy olyan képet szerez Brooklynról Pierre ruhájában, hogy meg fogja gondolni magát. Az esti fogadásra csak Gabriel tud eljönni, Emily kísérőjeként, Antoine viszont a feleségével, Catherine-nel, ami feszültséget okoz közte és Sylvie között. Brooklyn eltűnik, karján a többmilliós órával, és csak Gabriel segítségével tudja megtalálni, és végül mindent szerencsésen megold.                                           |     |                                                          |                |                            |                  |
| 8. | 8.  | Családi ügy (Family Affair)                              | Andrew Fleming | Grant Sloss                | 2020. október 2. |
| Camille szeretné megkérni Emilyt, hogy legyen a Savoir kliense a szülei szőlőbirtoka. Úgy döntenek, el is mennek vidékre, ám harmadikként csatlakozik hozzájuk Gabriel is. Emily találkozik Camille testvérével, Timothée-val, akivel később le is fekszik. Csak másnap reggel jön rá, hogy ő Camille-nak az öccse, aki csak tizenhét éves - a bátyját Théonak hívják. Gabriel visszautasítja az étterem megvásárlására felkínált pénzt. Mindy barátja és öt koszorúslánya a a városba érkezik. hogy esküvői ruhát vegyenek. Egy klubban közkívánatra felmegy a színpadra és elénekel egy dalt. |     |                                                          |                |                            |                  |
| 9. | 9.  | Amerikai aukció Párizsban (An American Auction in Paris) | Peter Lauer    | Alison Brown               | 2020. október 2. |
| Sylvie-nek egyáltalán nem tetszik a körvonalazódó megállapodás a szőlőbirtokkal. Emily találkozik Judith Robertsonnal, a Louvre Amerikai Barátainak egyik tagjával. Judith tudja, hogy Emily ismeri Pierre Cadault-t, és azt szeretné elérni, hogy szerezzen tőle egy ruhát, amit felkínálnának egy jótékonysági aukción. Megbeszél egy találkozót Mathieu-vel Camille galériájának megnyitóján, ahol jelen van Sylvie és Luc is. Az árverésen váratlanul felbukkan a Grey Space, két avantgárd divattervező, akik elkezdenek licitálni Pierre ruhájára, csak azért, hogy miután megvették, összefestékezzék, mindenki megdöbbenésére. Miután ennek híre megy, Pierre ágynak esik. Emily megpróbálja vigasztalni őt, sikertelenül. Később találkozik Mathieu-vel is, aki rámozdul. |     |                                                          |                |                            |                  |
| 10. | 10. | A show-nak folytatódnia kell (Cancel Couture)            | Peter Lauer    | Grant Sloss                | 2020. október 2. |
| Mathieu egy hajós randevúra viszi Emilyt a Szajnán, aztán megmutatja neki Párizs látképét a lakásából. Randevújukat Pierre telefonhívása szakítja félbe, aki a divatbemutatója lefújásával fenyegetőzik. A divattervező egyébként is rendkívül visszahúzódó lett az utóbbi időben, és a legújabb kollekcióját nem is hajlandó senkinek sem megmutatni. Sylvie ezért Emilyt hibáztatja, és ki is rúgja - csakhogy a munkatársak tájékoztatják, hogy valakit kirúgni Franciaországban nem olyan egyszerű, és ezt Emily a javára használhatja. Másnap Pierre magához kéreti Emilyt, Sylvie pedig vele tart. Pierre végre szeretné megtartani a divatbemutatóját, aminek mindenki örül. A fényes sikert Emily egy díszvacsorával akarja megünnepelni, Gabriel éttermében. Mindy heti kétszer énekelni kezd egy bárban, és amikor ezt megtudják a főnökei, kirúgják, ezért kénytelen Emilyhez költözni. Gabriel, aki mindenképp szeretné megnyitni a saját éttermét, elhatározza, hogy hazaköltözik Normandiába. Mikor rájönnek, hogy valószínűleg ez az utolsó közös éjszakájuk együtt, Emily és Gabriel együtt töltik. Csakhogy még mielőtt távozna, Antoine bejelenti, hogy tetszik neki Emily korábbi felvetése a luxuséttermekkel kapcsolatosan, és hajlandó lenne befektetni, Gabriel tehát marad. |     |                                                          |                |                            |                  |

### 2. évad (2021)
| Sor. | Év. | Cím                                                                                          | Rendező            | Író          | Premier            |
| --- | --- | -------------------------------------------------------------------------------------------- | ------------------ | ------------ | ------------------ |
| 11. | 1.  | Le akarsz feküdni velem? (Voulez-Vous Coucher Avec Moi?)                                     | Andrew Fleming     | Darren Star  | 2021. december 22. |
| Emily a Gabriellel való viszonya és a Camille-lal való barátsága közt őrlődik (ők ketten ráadásul szakítottak is). Ha ez nem lenne elég, hétvégén St. Tropez-ba utazna Mathieu-vel. Camille családi borászatának pezsgőjét, a Champere-t Luc menedzseli, annak ellenére is, hogy Emily úgy véli, ő hozta be őket a Savoir-hoz. Camille, Sylvie és Emily ennek keretén belül elmennek egy munkaebédre, majd Camille és Emily abba a bárba, ahol Mindy énekel. Mathieu véletlenül meghallja, ahogy Emily a Gabriellel folytatott viszonyáról beszél, ezért inkább otthagyja őt, de azt kéri, menjen el inkább a fiúval a romantikus hétvégére. |     |                                                                                              |                    |              |                    |
| 12. | 2.  | Tudod, merre van St. Tropez? (Do You Know the Way to St. Tropez?)                            | Andrew Fleming     | Grant Sloss  | 2021. december 22. |
| Emily a St. Tropez-i Four Seasons hotelben köt ki, és gyorsan el is hívja Mindyt és Camille-t. Később találkozik egy ismert meleg divatriporterrel, aki azt állítja, hogy ismeri Mathieu-t, és felajánlja, hogy modellt áll Emilynek, amellyel egy olyan utazóbőröndöt reklámot, amelybe Mathieu életnagyságú arcképe van gravírozva. Mikor ezt meglátja Mathieu, le akarja vetetni a képeket. Később kiderül, hogy az egész egy átverés volt, de fájdalomdíjul egy jachtozást ajánlanak fel nekik. Emily elmegy bulizni a barátnőivel, és miközben Gabriel keresi őt telefonon, Camille összejön valakivel. Később meglepve veszik észre, hogy Sylvie is itt van, méghozzá Laurent-nel, aki igazából a férje. Camille megvallja Emilynek, hogy még érez valamit Gabriel iránt.                                                                                                |     |                                                                                              |                    |              |                    |
| 13. | 3.  | Boldog szülinapot! (Bon Anniversaire!)                                                       | Andrew Fleming     | Alison Brown | 2021. december 22. |
| Camille egy marokkói fürdőházba viszi Emilyt, ahol a barátaikkal egy meztelen fürdőzésen vesznek részt. Emily az egyetlen, aki nem mer levetkőzni. Közeledik Emily születésnapja, és Mindyvel épp a bulit szervezik, ahová Camille-t és Gabrielt is meg akarják hívni, remélve, hogy kibékülnek. Látszólag minden tökéletesen megy, az utcán megrendezett buli is jól zajlik, egészen addig, amíg Camille meg nem találja Gabriel kedvenc serpenyőjét, amibe a nevét is belegravírozta, Emily lakásában. Mikor visszamegy, tósztot mondana Emilynek, de abban alaposan lehordja és köpönyegforgatónak nevezi, és megvádolja, hogy viszonya volt Gabriellel, amit nem is tagad. |     |                                                                                              |                    |              |                    |
| 14. | 4.  | Jules és Em (Jules and Em)                                                                   | Peter Lauer        | Joe Murphy   | 2021. december 22. |
| Emily visszaviszi Gabrielnek a serpenyőt, ezután pedig kénytelen Camille-lal találkozni a pezsgő reklámkampánya miatt. Camile hirtelen kiköti, hogy a reklámnak franciának kell lennie, és mivel Emily nem tud franciául, Luc visszakapja a projektet. Ennek hatására még keményebben tanul franciául, az órákon pedig megismer egy kijevi turistát is. Mindyt felkérik, hogy legyen egy utcazenész duó mellett énekes. Gabriel megpróbál kibékülni Camille-lal. Luc elhívja Emilyt, hogy nézzék meg a Jules és Jim-et. Később levelet próbál írni Camille-nak, amiben bocsánatot kér, borzasztó nyelvezettel. Ő válaszol is rá, de abban azt kéri, hogy hagyja őt békén. Legújabb projektjében póréhagymát kell reklámoznia, amely meglepő módon az amerikai egészséges italok piacát célozza meg. A nyelvtanórán megismerkedik egy bankárral, aki nemrég érkezett Londonból. |     |                                                                                              |                    |              |                    |
| 15. | 5.  | Egy angol Párizsban (An Englishman in Paris)                                                 | Katina Medina Mora | Sarah Choi   | 2021. december 22. |
| Emily szeretné kicsit feljavítani a francia nyelvtudását, ezért megkéri a csoporttársát, Alfie-t, hogy segítsen neki. Eközben próbál valahogy kibékülni Camille-lal és segíteni az étterme megnyitásán ügyködő Gabrielnek. A Savoirt egy új kliens keresi meg: egy karkötőgyártó cég, amely a következő rendezvényét egy hajón tartja. Mivel szükség van arra, hogy szóljon a ene is, Emily beajánlja Mindyt és a zenekarát. |     |                                                                                              |                    |              |                    |
| 16. | 6.  | Forró indulatok (Boiling Point)                                                              | Katina Medina Mora | Alison Brown | 2021. december 22. |
| Végre megnyit Gabriel étterme, ám a megnyitó nem marad konfliktusoktól mentes. A Savoir legújabb kliense a Vespa lesz, az előző rendezvényen pedig csodás képek készültek Sylvie-ről, aki randira is megy a fotóssal. A franciaórán Alfie sértő dolgokat állít Emilyről a kiselőadásában az öltözködésével és a viselkedésével kapcsolatosan. Emily ezért elhatározza, hogy memgmutatja neki: tévesen vélekedik. |     |                                                                                              |                    |              |                    |
| 17. | 7.  | A szakács, a tolvaj, a szellem és a szeretője (The Cook, the Thief, Her Ghost and His Lover) | Jennifer Arnold    | Joe Murphy   | 2021. december 22. |
| Emily és Alfie kapcsolata jobbra fordul. Párizsban nagyon meleg van, Emilyt pedig idegesíti, hogy sehol nincs légkondícionáló, ezért ennek az ürügyén megy fel Alfie lakására. Másnap reggel csendesen távozik és magával visz egy kabátot is. Egy új amerikai kliense lesz a Savior-nak, akikkel Sylvie hadakozik. |     |                                                                                              |                    |              |                    |
| 18. | 8.  | Pezsgőproblémák (Champagne Problems)                                                         | Jennifer Arnold    | Darren Star  | 2021. december 22. |
| Alfie egy randira hívja Emilyt, ráadásul Gabriel éttermében. Később Emily és Camille elutaznak a lány szüleinek birtokára, ugyanis az ő pezsgőjük szerepel a következő reklámkampányban. Camille apja egy kard segítségével akarja felnyitni a pezsgőt, de a próbálkozás csúnya véget ér, ezért Emilynek kell őt kórházba vinnie. Megérkezik Gabriel is, akire Camille úgy tűnik, hogy rámozdul, annak ellenére, hogy ő és Emily megállapodtak abban, hogy egyikük se tesz ilyet. |     |                                                                                              |                    |              |                    |
| 19. | 9.  | Illatok és szerelmek (Scents & Sensibility)                                                  | Andrew Fleming     | Sarah Choi   | 2021. december 22. |
| 20. | 10. | A francia forradalom (French Revolution)                                                     | Andrew Fleming     | Grant Sloss  | 2021. december 22. |

### 3. évad (2022)
| Sor. | Év. | Cím                                                                                | Rendező            | Író          | Premier            |
| ---- | --- | ---------------------------------------------------------------------------------- | ------------------ | ------------ | ------------------ |
| 21.  | 1.  | Két szeretőm van (I Have Two Lovers)                                               | Andrew Fleming     | Grant Sloss  | 2022. december 21. |
| 22.  | 2.  | Mi ez az egész... (What It's All About...)                                         | Andrew Fleming     | Alison Brown | 2022. december 21. |
| 23.  | 3.  | Puccs (Coo D'état)                                                                 | Andrew Fleming     | Joe Murphy   | 2022. december 21. |
| 24.  | 4.  | Élőben Párizsból Emily Cooperrel (Live from Paris, It's Emily Cooper)              | Erin Ehrlich       | Sarah Choi   | 2022. december 21. |
| 25.  | 5.  | A lista (Ooo La La Liste)                                                          | Erin Ehrlich       | Robin Schiff | 2022. december 21. |
| 26.  | 6.  | Ex Provence-ban (Ex-en-Provence)                                                   | Peter Lauer        | Liz Eney     | 2022. december 21. |
| 27.  | 7.  | Hogyan veszítsünk el egy tervezőt 10 nap alatt (How to Lose a Designer in 10 Days) | Katina Medina Mora | Joe Murphy   | 2022. december 21. |
| 28.  | 8.  | A divat áldozata (Fashion Victim)                                                  | Katina Medina Mora | Alison Brown | 2022. december 21. |
| 29.  | 9.  | Szerelem a levegőben (Love Is in the Air)                                          | Andrew Fleming     | Grant Sloss  | 2022. december 21. |
| 30.  | 10. | Színjáték (Charade)                                                                | Andrew Fleming     | Darren Star  | 2022. december 21. |

### 4. évad (2024)
| Sor. | Év. | Cím                                             | Rendező        | Író                              | Premier              |
| ---- | --- | ----------------------------------------------- | -------------- | -------------------------------- | -------------------- |
| 31.  | 1.  | Meccslabda (Break Point)                        | Andy Fleming   | Grant Sloss                      | 2024. augusztus 15.  |
| 32.  | 2.  | Szerelmes szökevény (Love on the Run)           | Andy Fleming   | Alison Brown                     | 2024. augusztus 15.  |
| 33.  | 3.  | Maszkabál (Masquerade)                          | Andy Fleming   | Joe Murphy                       | 2024. augusztus 15.  |
| 34.  | 4.  | Szürke zóna (The Grey Area)                     | Peter Lauer    | Prathi Srinivasan és Joshua Levy | 2024. augusztus 15.  |
| 35.  | 5.  | Szemfényvesztés (Trompe l'oeil)                 | Erin Ehrlich   | Joe Murphy                       | 2024. augusztus 15.  |
| 36.  | 6.  | Az utolsó karácsony (Last Christmas)            | Erin Ehrlich   | Grant Sloss                      | 2024. szeptember 12. |
| 37.  | 7.  | Nyelvek csapdájában (Lost in Translation)       | Peter Lauer    | Alison Brown                     | 2024. szeptember 12. |
| 38.  | 8.  | Vissza a nyeregbe (Back on the Crazy Horse)     | Andrew Fleming | Liz Eney és Joe Murphy           | 2024. szeptember 12. |
| 39.  | 9.  | Római vakáció (Roman Holiday)                   | Andrew Fleming | Grant Sloss és Robin Schiff      | 2024. szeptember 12. |
| 40.  | 10. | Minden út Rómába vezet (All Roads Lead to Rome) | Andrew Fleming | Darren Star                      | 2024. szeptember 12. |

## Forgatás
2018. szeptember 5-én jelentette be a Paramount Network, hogy tíz epizódot berendelnek a sorozatból. Darren Star több évre szóló szerződést kötött a ViacomCBS-szel, és egyben vezető produceri státuszt is kapott Tony Hernandez mellett. A produkciós cégek a Jax Media égisze alatt végezték a munkájukat. 2020. július 13-án aztán váratlanul bejelentették, hogy nem a Paramount Network, hanem a Netflix fogja vetíteni - és végül a Netflix volt az, amelyik 2020 novemberében berendelte a második évadot, majd 2022 januárjában további kettőt.
2019. április 3-án jelentették be, hogy Lily Collins játssza a főszerepet. Augusztusban Ashley Park is csatlakozott a stábhoz, majd szeptemberben Philippine Leroy-Beaulieu, Lucas Bravo, Samuel Arnold, Camille Razat, Bruno Gouery, Kate Walsh, William Abadie, és Arnaud Viard is. 2021-ben Lucien Laviscount is csatlakozott, eleinte visszatérő szereplőként, majd főszereplőként.
A forgatás 2019 augusztusában kezdődött Párizsban. A visszatérő helyszínek közt volt a Place de l'Estrapade, itt volt ugyanis Emily első lakása, az étterem, és a pékség is. Más jeleneteket a Cité du Cinéma filmstődióban rögzítettek. Híres francia helyszínek is feltűnnek a sorozatban: a Le Grand Véfour étterem, a Pont Alexandre-III híd, az Opéra Garnier, az Atelier des Lumières, a Rue de l'Abreuvoir, a Luxembourg-kert, a Palais-Royal, a Café de Flore és a Panthéon. Egy epizódot Indre-et-Loire-ban forgattak, néhány jelenetet pedig Chicagóban rögzítettek.
A második évadot 2021 májusában kezdték el felvenni, és júliusban be is fejezték. Különféle új helyszínek kerültek be, mint például a párizsi pénzverde, a Musée des Arts Forains, a Huatian Chinagora, Saint-Tropez, a versailles-i kastély, Villefranche-sur-Mer, és a Grand-Hôtel du Cap-Ferrat. A forgatás nem ment zökkenőmentesen, mert Párizs 5. kerületének lakói a stábor durvának és tolakodónak találták. A forgatási szünetekben a koronavírus-járvány miatt maszkot kellett viselni mindenkinek.
A harmadik évadot 2022 júniusában kezdték el forgatni, a negyediket pedig a 2023-as Eurovíziós Dalfesztiválon tervezik elkezdeni.

## Fogadtatás
A közönség pozitívan fogadta a sorozatot, amibe besegített az akkor kibontakozó Covid-járvány okozta bezárkózási hullám és home office-időszak is, Franciaországban azonban kritika tárgya volt, mert megítélésük szerint a sorozat sztereotipizálja a franciákat és a párizsiakat. A sorozat aztán a későbbi évadokra sokaknál egyre inkább közutálat tárgya lett a főhősnő jelleme és viselt dolgai miatt, akinek emellett nincsenek igazi problémái: egy tökéletes, rózsaszín világban jár-kel, egy tökéletes, tiszta, forgalmi dugóktól és turista-tömegektől mentes Párizsban, mindig más és más ruhakölteményben, miközben a megkérdőjelezhető színvonalon végzett munkája miatt sem kap letolást senkitől, ezalatt pedig rendre belekontárkodik az ismerősei szerelmi életébe. A negyedik évad kapcsán megjelent kritika szerint a súlytalan és komolytalan sorozat valójában egy hosszúra nyúlt reklámfilm, amiben a különböző márkák szerepeltetése tűnik az egyetlen üzletileg logikus magyarázatnak, amiért a Netflix – több más sorozatával ellentétben – még nem kaszálta el ezt a gyenge történetű sorozatot.